# تهافت‌الفلاسفه
تهافت‌الفلاسفه یا تهافةالفلاسفه (تناقض‌گویی فیلسوفان) عنوان کتابی است از ابوحامد محمد غزالی، دانشمند، فقیه، و متفکر برجسته ایرانی در قرن پنجم هجری که در رد آراء و عقاید فلاسفه یونان و همین‌طور در رد فلاسفه اسلامی (مخصوصا فارابی و ابن سینا) و در واقع و به‌طور کلی در رد فلسفه، و به زبان عربی نوشته شده است.
غزالی در سه مسئله حکم به تعارض فلسفه ابن سینا با دین اسلام می‌دهد و آن را کفرآمیز می‌داند.
این کتاب را حسن فتحی و علی اصغر حلبی به فارسی ترجمه کرده‌اند.

## انگیزه نگارش کتاب
مؤلف در این کتاب با انگیزه‌های اعتقادی، به شدت از فلاسفه انتقاد کرده و آنها را به طرز شدیداللحنی، مورد سرزنش قرار می‌دهد و در چندین مورد تناقضات اقوال فلاسفه را روشن و بعضی از این تناقضات را مستلزم کفر می‌شمرد.
مضامین و مسائل طرح شده در این کتاب، افزون بر ردّ فیلسوفان و فلاسفه که هدف اصلی نویسنده آن بوده است، در برخی موضوعات دیگر همچون تاریخ علوم طبیعی و بویژه در تاریخ پزشکی حائز اهمیت می‌باشند.
انگیزهٔ غزالی در نوشتن کتاب تهافت الفلاسفه را می‌توان در راستای اندیشهٔ فراگیر ستیزه‌جویانهٔ او با هرگونه تفکر غیردینی به‌شمار آورد. این اندیشه پس از او در قالب دیگر افراد و جریانهای فلسفه‌ستیز دنبال شد و بعد از او نویسندگان دیگری هم در شیوهٔ نگرش و روش اندیشیدن، هم در نگارش کتاب، و هم حتی در نام‌گذاری آثار خود، روش غزالی را در تهافةالفلاسفه دنبال نمودند.

## ساختار و بخشهای کتاب
این کتاب شامل ۴ مقدمه، ۲۰ مسئله و ۱ خاتمه است.
پس از خطبهٔ کوتاه آغازین، کتاب با تمهیدی آغاز می‌گردد و سپس به ۴ مقدمه می‌رسد

### مقدمات کتاب
مقدمه اول: در این باب است که رئیس فلاسفه، ارسطوست، او که آراء فلاسفه را به نیکی تلخیص کرد.
مقدمه دوم: اینکه بعضی از آراء فلاسفه با «دین» سر و کاری ندارد و مربوط به علوم طبیعی است ولی بعضی از آراء آنها، متعرض دین می‌شود مانند (قول به قدم عالم) و اینجاست که باید توقف کرد.
مقدمه سوم: در بیان تناقض گویی فیلسوفان است.
مقدمه چهارم: در بیان این نکته که تمسک فیلسوفان به ریاضیات و منطق، به نسبت با اصول دین ضروری نیست.
هرکدام از این مقدمات وجهی از کتاب را در نقد و رد آراء فیلسوفان، بازتاب می‌دهند.

### مسائل کتاب
قسمت بعدی کتاب، مسائل بیست‌گانه‌ای را در بر می‌گیرد که غزالی طی آنها، به انتقاد شدید از فیلسوفان یا حتی تکفیر آنها پرداخته است:
از این بیست مسئله، چهار مسئله اول کتاب به مباحث مربوط به اتصال خدا با عالم اختصاص دارد؛ در مسئله پنجم به یگانگی خدا و عجز فلاسفه از اثبات آن پرداخته شده؛ از مسئله ششم تا دوازدهم کتاب صفات خدا و در مسئله سیزدهم علم خدا به جزئیات مسائل مورد بحث و فحص قرار گرفته، مسائل چهاردهم تا شانزدهم کتاب به مسائل فلکی و طبیعی اختصاص دارد و همین مباحث کتاب بدان در تاریخ پزشکی نیز اهمیت می‌بخشد. مسئله هفدهم به موضوع سببیت پرداخته و نفس انسانی محور مسئله ۱۸ و ۱۹ کتاب است، و سرانجام مسئله بیستم که به موضوع بعث اجساد و حشر ارواح پرداخته است.
خود غزالی در فهرست تفصیلی ابتدای کتاب، ۲۰ مسئله را بدین شرح درج می‌کند:
1. باطل ساختن راه و روش آنان [یعنی فیلسوفان] دربارهٔ ازلی بودن جهان؛
2. باطل ساختن راه و روش آنان دربارهٔ ابدی بودن جهان؛
3. آشکار ساختن ریاکاری آنان در این سخنشان که خدا آفریدگار جهان است و جهان آفریدهٔ او ست؛
4. در نمایاندن ناتوانی ایشان از اثبات وجود آفریدگار؛
5. در نمایاندن ناتوانی ایشان از آوردن دلیل بر محال بودن هستی دو خدا؛
6. در باطل ساختن راه و روش آنان در نفی صفات [از ذات خداوند]؛
7. در باطل ساختن سخن ایشان که «ذات نخستین به واسطهٔ جنس و فصل تقسیم نمی‌پذیرد»؛
8. در باطل ساختن سخن ایشان که «نخستینْ موجود بسیط و بدون ماهیت است»؛
9. در نمایاندن ناتوانی ایشان در تبیین جسم نبودن نخستین؛
10. در بیان اینکه باور به دهر و نفی آفریدگار از لوازم عقیدهٔ ایشان است؛
11. در نمایاندن ناتوانی ایشان در این سخن که «نخستین به غیر خود علم دارد»؛
12. در نمایاندن ناتوانی ایشان در اینکه او [نخستین] به ذات خود علم دارد؛
13. در باطل ساختن اعتقادشان که نخستین به جزئیات علم ندارد؛
14. دربارهٔ عقیده به اینکه آسمان زنده و متحرک ارادی است؛
15. در باطل ساختن آنچه آن را غرض حرکت آسمان دانسته‌اند؛
16. در باطل ساختن سخنشان در اینکه نفسهای آسمانی بر همهٔ جزئیات علم دارند؛
17. در باطل ساختن اعتقادشان دربارهٔ محال بودن خرق عادت [رد اصل علیت]
18. دربارهٔ عقیده به اینکه نفس انسان جوهر قائم به خویش است و جسم و عرض نیست؛
19. دربارهٔ اعتقادشان به بقای نفس انسانی [محال بودن فنای آن]؛
20. باطل ساختن اینکه ایشان انگیختگی بدنها و ادراک لذت و رنج جسمانی را در بهشت و جهنم انکار می‌کنند.

غزالی در ضمن کتاب به تفصیل و با عنوانهای فرعی پرشمار به تمامی این بیست مسئله می‌پردازد.
وی پس از بحث تفصیلی مسائل کتاب به خاتمه کتاب خویش می‌رسد و در پایان، در یک بند کوتاه، نظر خویش را دربارهٔ فیلسوفان و تکلیف ایشان از نظر دین را، بیان می‌کند.

## ترجمه‌ها
کتاب تهافةالفلاسفه در نیمهٔ نخست سدهٔ نهم هجری قمری (قرن پانزدهم میلادی) به زبان عبری ترجمه شد و همچنین مطالب آن از طریق ترجمهٔ تهافت التهافت ابن رشد به زبان لاتین نیز راه یافت. بدین ترتیب این کتاب از قرن پانزدهم به بعد نزد اندیشمندان دینی و غیردینی اروپایی شناخته شد و تاکنون مورد توجه بوده است.
این کتاب یا بخشهایی از آن چند نوبت به فارسی نیز ترجمه شده است، که یکی از شاخصترین آنها ترجمه حسن فتحی است که درسال۱۳۸۳ توسط انتشارات ثارالله و در سال ۱۳۹۱ خورشیدی توسط انتشارات حکمت و در ۳۲۳ صفحه انتشار یافته است.
تهافت الفلاسفه (تناقض گویی فیلسوفان)، ترجمه دکترعلی اصغر حلبی، نشر جامی سال ۱۳۹۳